# Гундерих
Гундерих (лат: Gundericus, правилније Gunthiricus, умро 428. године) био је краљ Вандала Хаздинга од 406. до 428. године. Његова владавина је најпознатија по томе што је Хаздинге превео на територију Западног римског царства и покушао да их трајно насели у римској Хиспанији. Први је владар који је понео титулу краљ Вандала и Алана.

## Биографија
Гундерих је био законити син краља вандалских Хаздинга Годигисела. Највероватније захваљујући притиску надолазећих Хуна, Годигисел је Хаздинге из крајева на горњем Дунаву, где су Вандале претходно населиле римске власти, повео ка Западу. Крајем 406. Хаздинзи су заједно са другом граном Вандала, Силинзима, и Свевима покушали да пређу Рајну и уђу на територију римске Галије. У борбама са Рипуарским Францима, римским граничарима, Годигисел је убијен и краљевска власт је прешла на његовог сина Гундериха. По Гргуру Турском, франачком историчару из 6. века, Вандали би том приликом били потпуно уништени да им у помоћ нису пристигли Алани. Како су Алани растерали Франке, две групе Вандала, Свеви и новопристигли Алани су 31. децембра 406. године прешли залеђену Рајну и тиме закорачили на територију под римском контролом.
Пошто је главнина римске војске у то време била у Италији, где је претходне године поразила упад готског краља Радагајста, Вандали и њихови сапутници су опљачкали и спалили римске градове Мајнц, Трир и Париз. Међутим, нису само варвари донели пљачку, паљевину и свакодневно насиље Галији. У лето 407. римске легије у Британији су извикале за цара Константина III који је одмах прешао Ламанш и придобио римску војску и провинцијалце упорном борбом против варвара. Константин је обновио границу на Рајни и приморао Гундериха и његове људе да се склоне у јужну Галију. Вандали, Алани и Свеви су неуспешно покушали да пређу пиринејске превоје које је бранила римска војска. Прилика се најзад појавила када се од Константина одметнуо извесни перфект Геронтије који је отворио пред варварима прелазе преко Пиринеја. До 411. варвари су између себе поделили римске провинције на Пиринејском полуострву тако што су Алани, у то време вероватно доминантна група међу придошлицама, заузели чак две провинције, Лузитанију (Lusitania) и Картагиниенсис (Carthaginiensis), Силинзи Бетику (Baetica), а Свеви и Гундерихови Хаздинзи Галецију (Gallaecia) на самом северозападу полуострва.
Нагомилане проблеме у Западном римском царству постепено је почео да решава војсковођа цара Хонорија, Флавије Констанције (будући Констанције III ). Прво је уклонио узурпаторе Константина III и Јовина и затим се окренуо још једној варварској групи која је угрожавала римску власт, Визиготима под вођством краља Валије. У замену та редовна снабдевања житом Валија је пристао да постане римски савезник и зарати против варвара који су населили Хиспанију. У периоду између 416. и 418. у заједничким походима римске и визиготске војске Силинзи су буквално истребљени, а Алани су претрпели тежак пораз. Како је алански краљ Адакс погинуо, преживели су пребегли Гундериху и понудили му власт над Аланима. Од тог тренутка, званична титула Гундериха и његових наследника била је краљ Вандала и Алана (rex Vandalorum et Alanorum). Римске победе су у ствари допринеле да се преостали Вандали и Алани организују у једну макрогрупу која је, по речима епископа Виктора из Вите, бројала 80.000 мушкараца (од деце до стараца, и слободних и робова) и која је, по данашњим проценама, располагала са 15-20.000 ратника . Констанције је пак обновио римску власт у већем делу Хиспаније и затим је Визиготе населио у Аквитанији. Са друге стране, Гундерих је сада располагао са моћном војском коју је 419. повео против Свева. Планински терен је онемогућио Гундериху да оствари директну победу тако да су Вандали и Алани прионули на опсађивање свевских упоришта. Овакав развој ситуације, стварање једне доминантне варварске силе у Хиспанији, наравно није одговарао Римљанима који су 420. послали комеса Хиспаније (Hispaniarum comes) Астерија да помогне Свевима и потисне Гундерихове ратнике. Како је Констанције III умро 421. године, Западноримско царство је привремено заустављено у свом обрачуну са Вандалима. Најзад, 422. Римљани су поново предузели поход против Гундериха, овога пута поново уз помоћ готских одреда. Царске војсковође Кастин и Бонифације су се међутим посвађали између себе и рат против Вандала је наставио Кастин. Изгледа да само једна римска војска више није била довољна против уједињених Вандала и Алана и поражени Кастин се на крају повукао у Таракон. Најдиректнији резултат његовог похода био је пак потискивање Гундерихових људи у Бетику. Пошто је 423. умро и цар Хонорије Вандали и Алани су поново препуштени сами себи на неко време.
У јужној Хиспанији Гундерих је заузео неколико градова, али је вероватно почео да кује планове да повуче свој народ у сигурност северне Африке. За разлику од Гота, Вандали и Алани нису имали никакав споразум са римским властима и у неколико наврата су излагани тешким ратовима. По Прокопију из Цезареје, византијском историчару из 6. века, Гундерих је почео да се припрема за пут у Африку по позиву некадашњег непријатеља, римског војсковође Бонифација, који је сада био намесник Африке. Вандалска војна помоћ била му је потребна како би се наметнуо царском двору у Равени. Гундерих је 428. заузео богату Севиљу и након тога је изненадно умро. Наследио га је полубрат Гејсерих, син краља Годигисела и једне робиње. Прокопије је доцније записао традицију по којој је Гејсерих у ствари убио Гундериха. Било како било, Гундериха су надживели његова супруга и синови које је доцније Гејсерих редом уклонио.